# Coinchon (patronyme)
Cette page présente le nom de famille Coinchon ainsi que ses variantes.
Coinchon est un patronyme d'origine de Rochefort dans le canton de Neuchâtel, en Suisse.

## Étymologie
Bourgeoisies : Rochefort (+), Bellerive VD (1701 & 1863)
Selon Charles Montandon
Du patois cointson, malingre (de quin, petit, latin quintus, cinquième), ou du latin cuneus, coin, coincé. Autres dérivés de coin : Coin (quartier écarté ou poinçon de monnaie), Coing (peut venir aussi du latin cotoneum, coing, cognassier), Coinçon. Le vieux français coignier, patois cougni, cognassier, ou le latin cuneus, coin, vieux français cuagnier, cognée de bûcheron, expliquent, parfois par des lieuxdits, Coigny, Cuagnier et Cohannier. (6.10.91)